# Ingmars Erbe
Ingmars Erbe, auch bekannt unter dem deutschen Kinotitel Die Erde ruft – Jerusalem, 1. Teil, ist ein schwedischer Stummfilm aus dem Jahre 1925. Regie bei diesem dritten Teil einer opulenten, vierteiligen Filmsaga (1918 bis 1926) nach einer Romanvorlage von Selma Lagerlöf führte Gustaf Molander.

## Handlung
Nach dem Tode von Elias ist für Karin der Weg frei zu Halfvor. Dieser hatte schon vor Karins Eheschließung um sie geworben, sich aber durch einen dummen Fehler selbst aus dem Rennen geworfen. Beide Liebenden geraten in die Fänge eines auf viele Menschen faszinierend wirkenden Sektierers namens Hellgum. Dieser will nach Jerusalem aufbrechen und hat bereits 150 Männer und Frauen der Dalarna-Provinz für diesen Exodus hinter sich geschart.
Während sich auch Karin und Halfvor dem enigmatischen „Seelenfänger“ anschließen, will Ingmar, Karins Sohn aus der gescheiterten Beziehung mit Saufbold Elias, in Schweden bleiben. Er ist mittlerweile mit seiner Freundin aus gemeinsamen Kindertagen, Gertrud, verlobt. Enttäuscht muss jedoch die junge Frau mit ansehen, wie Ingmar sie aufgibt, nachdem der Gemeindevorsteher ihm seine Tochter Barbro angetragen hat. Als besonders attraktive, zusätzliche Gabe winkt die Übernahme des durch Elias‘ Misswirtschaft heruntergekommenen und verloren gegangenen Ingmarshof. Gertrud entschließt sich daraufhin, sich dem Trek nach Jerusalem anzuschließen.

## Produktionsnotizen
Der Film erlebte am 26. Dezember 1925 seine Welturaufführung. Die Filmbauten entwarf Vilhelm Bryde. Für die Schlüsselrolle des schwer durchschaubaren und unheimlich wirkenden Sektierers Hellgum wurde der auf dämonische und extreme Charaktere spezialisierte Deutsche Conrad Veidt verpflichtet.

## Kritiken
In Reclams Filmführer heißt es zu „Ingmars Erbe“: „Auch Molanders Film brachte die schwedische Landschaft und das bäuerliche Milieu geschickt ins Bild. Trotz unleugbarer Qualitäten erreichte er jedoch nicht die Kraft und die Intensität der ersten, von Sjöström gedrehten Teile.“
Heinrich Fraenkels Unsterblicher Film. Die große Chronik von der Laterna Magica bis zum Tonfilm lobte vor allem die Leistung von Conrad Veidt, „der sich dieser Rolle vollkommen hingab und sie mit soviel Innerlichkeit spielte, daß sogar die Träne auf seiner Wange wirklich geweint und nicht, wie sonst üblich, durch Glyzerin hervorgerufen wurde“.
Kay Wenigers Das große Personenlexikon des Films schrieb in Molanders Biografie: „Wie schon Sjöström bezog auch Molander die Landschaft als zentralen Teil der Geschichte, als unverzichtbares, dramatisches Element in die Handlung mit ein“.